# Mike Wehrle
Mike Wehrle (* 7. August 1976 in Waldshut) ist ein deutscher Koch.

## Leben
Wehrle wuchs im Schwarzwald auf und absolvierte in Tiengen eine Lehre zum Koch, die er 1997 abschloss.
Als Anfang 2017 mit dem Bürgenstock Resort Lake Lucerne eine Hoteleröffnung anstand, kehrte Wehrle zurück in die Schweiz. Zum Culinary Director benannt, übernahm er die Verantwortung für sechzehn Restaurants, Lounges und Bars. Dort erreichte er mit seinem über 90-köpfigen Team die Auszeichnung zum GaultMillau Hotel des Jahres 2019 sowie 73 Punkte im Guide GaultMillau & 1 Michelin-Stern 2020. Er konzipierte ein breitgefächertes kulinarisches Angebot von traditioneller Schweizer Küche über französische Haute Cuisine bis zu asiatischen und orientalischen Spezialitäten. Seit 2022 fungiert Mike Wehrle als Corporate Culinary Director und ist für 95 Köche im Bürgenstock Resort und für 140 Köche in der Bürgenstock Hotel-Gruppe verantwortlich. Per 2023 hält das Bürgenstock Resort Lake Lucerne unter Mike Wehrles kulinarischer Leitung insgesamt 58 GaultMillau Punkte: 14 Punkte im Oak Grill & Pool Patio, 13 Punkte im Parisa Persian Cuisine, 16 Punkte im Spices Kitchen & Terrace, und 16 Punkte in der Brasserie Ritzcoffier. 2023 kürten Hoteltester Karl Wild und die Sonntagszeitung Wehrle für seine Tätigkeit im Bürgenstock Resort Lake Lucerne mit dem Titel «Koch des Jahres» im jährlichen Ranking der Sonntagszeitung «Die 100 besten Hotels der Schweiz».
Ebenso kreierte Mike Wehrle 2005 und 2018 die Menüs für die First und Business Class der Lufthansa bzw. SWISS.
Im November 2022 präsentierte Mike Wehrle sein erstes Kochbuch Seven Kitchens.

## Ehrungen und Auszeichnungen
2004:
- 16 Punkte GaultMillau für das Restaurant La Terrasse im Victoria-Jungfrau Grand Hotel & SPA

2018:
- GaultMillau Hotel des Jahres 2019
- RitzCoffier – 16 Punkte GaultMillau & 1 Michelin-Stern
- Spices Kitchen & Terrace – 15 Punkte GaultMillau
- Oak Grill & Pool Patio – 14 Punkte GaultMillau
- Sharq Oriental – 13 Punkte GaultMillau

2019:
- RitzCoffier – 17 Punkte GaultMillau & 1 Michelin-Stern
- Spices Kitchen & Terrace – 15 Punkte Gault Millau
- Oak Grill & Pool Patio – 14 Punkte GaultMillau
- Verbena – 14 Punkte GaultMillau
- Sharq Oriental – 13 Punkte Gault Millau

2020:
- Spices Kitchen & Terrace – 16 Punkte GaultMillau
- Oak Grill & Pool Patio – 14 Punkte GaultMillau
- Verbena – 14 Punkte GaultMillau
- Sharq Oriental – 13 Punkte GaultMillau

2023
- Koch des Jahres, Karl Wild und Sonntagszeitung[4]